# Liste der Verteidigungsminister Armeniens
In der folgenden Liste sind die Verteidigungsminister Armeniens aufgeführt.
| Nr.                                                        | Bildnis | Name                    | Amtsbeginn        | Amtsende          | Partei                              | Anmerkungen |
| ---------------------------------------------------------- | ------- | ----------------------- | ----------------- | ----------------- | ----------------------------------- | ----------- |
| Verteidigungsminister der Demokratischen Republik Armenien |         |                         |                   |                   |                                     |             |
| 1                                                          |         | Howhannes Hachverdjan   | 30. Juni 1918     | 27. März 1919     | parteilos                           | [ 1 ]       |
| 2                                                          |         | Christophor Araratow    | 27. März 1919     | 5. Mai 1920       | parteilos                           |             |
| 3                                                          |         | Ruben Ter-Minasjan      | 5. Mai 1920       | 24. November 1920 | Armenische Revolutionäre Föderation | [ 2 ]       |
| 4                                                          |         | Drastamat Kanajan       | 24. November 1920 | 2. December 1920  | Armenische Revolutionäre Föderation | [ 3 ]       |
| Verteidigungsminister der Republik Armenien                |         |                         |                   |                   |                                     |             |
| 1                                                          |         | Wasken Sarkissjan       | 5. Dezember 1991  | 20. Oktober 1992  | Armenische Allnationale Bewegung    | [ 4 ]       |
| 2                                                          |         | Wasgen Manukjan         | 20. Oktober 1992  | 21. August 1993   | Nationaldemokratische Union         | [ 5 ]       |
| 3                                                          |         | Sersch Sargsjan         | 21. August 1993   | 17. Mai 1995      | parteilos                           | [ 6 ]       |
| 4                                                          |         | Wasken Sarkissjan       | 25. Juli 1995     | 11. Juni 1999     | Republikanische Partei Armeniens    | [ 4 ]       |
| 5                                                          |         | Wagharschak Harutjunjan | 11. Juni 1999     | 20. Mai 2000      | parteilos                           | [ 7 ]       |
| 6                                                          |         | Sersch Sargsjan         | 20. Mai 2000      | 26. März 2007     | Republikanische Partei Armeniens    | [ 6 ]       |
| 7                                                          |         | Mikael Harutunjan       | 4. April 2007     | 14. April 2008    | parteilos                           | [ 8 ]       |
| 8                                                          |         | Sejran Ohanjan          | 14. April 2008    | 3. Oktober 2016   | parteilos                           | [ 9 ]       |
| 9                                                          |         | Wigen Sargsjan          | 3. Oktober 2016   | 11. Mai 2018      | Republikanische Partei Armeniens    | [ 10 ]      |
| 10                                                         |         | Dawid Tonojan           | 11. Mai 2018      | 20. November 2020 | parteilos                           | [ 11 ]      |
| 11                                                         |         | Wagharschak Harutjunjan | 20. November 2020 | 2. August 2021    |                                     | [ 12 ]      |
| 12                                                         |         | Arschak Karapetjan      | 2. August 2021    | 15. November 2021 |                                     | [ 13 ]      |
| 13                                                         |         | Suren Papikjan          | 15. November 2021 | amtierend         | Zivilvertrag                        | [ 14 ]      |